# لينكد إن
لينكد إن (بالإنجليزية: LinkedIn) هو شبكة تواصل اجتماعي مهنية، تُستخدم بشكل أساسي لبناء علاقات مهنية، البحث عن فرص عمل، والتواصل مع المهنيين في مجالات مختلفة. يصنف ضمن الشبكات الاجتماعية، تأسس في ديسمبر كانون الأول عام 2002 وبدأ التشغيل الفعلي في 5 مايو 2003. يستخدم الموقع أساسًا كشبكة تواصل مهنية. في يونيو 2012 بلغ عدد المسجلين في الموقع أكثر من 176 مليون عضو من أكثر من 200 دولة.
الموقع متوفر بـ 24 لغة عالمية، منها العربية والإنجليزية والفرنسية والألمانية والإسبانية والبرتغالية والروسية والتركية واليابانية.
بحسب شركة كوانتكاست في شهر أكتوبر 2012 فإن لينكد إن يزوره شهريًا أكثر من 42.7 مليون زائر فريد من داخل أمريكا، وأكثر من 117.2 مليون زائر فريد من أنحاء العالم. في مايو 2011 بدأت أسهم لينكد بالتداول في بورصة نيويورك.
وفي 13 يونيو 2016 قامت شركة مايكروسوفت بالاستحواذ على لينكد إن في صفقة بلغت 26 مليار دولار.
يسمح لينكد إن للأعضاء (العمال وأصحاب العمل) بإنشاء ملفات تعريف و «اتصالات» لبعضهم البعض في شبكة اجتماعية عبر الإنترنت قد تمثل علاقات مهنية في العالم الحقيقي. يمكن للأعضاء دعوة أي شخص (سواء كان عضوًا حاليًا أم لا) ليصبح «رابطًا».

## نبذة عن الشركة

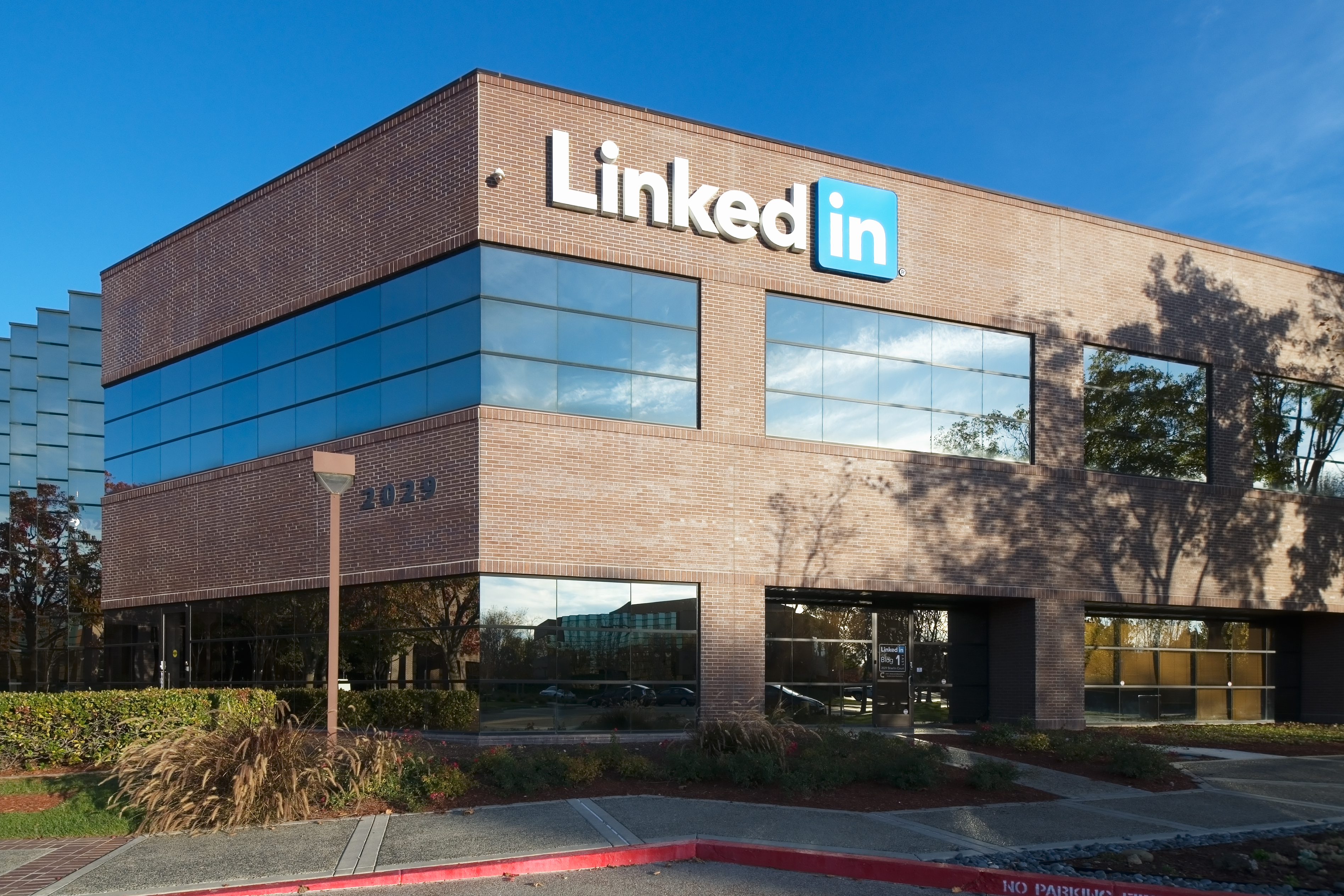
مقر LinkedIn السابق في Stierlin Court في ماونتن فيو ، كاليفورنيا

تأسست لينكد إن في ماونتن فيو ، كاليفورنيا، ويقع المقر الرئيسي حاليًا في سانيفيل ، كاليفورنيا، ولها 33 مكتبًا عالميًا في أوماها، وشيكاغو، ولوس أنجلوس، ونيويورك، وواشنطن العاصمة، وساو باولو، ولندن، ودبلن، وأمستردام، وغراتس، وميلانو، وباريس، ميونيخ ومدريد وستوكهولم وسنغافورة وهونغ كونغ والصين واليابان وأستراليا وكندا والهند ودبي. في مايو 2020، كان لدى الشركة حوالي 20500 موظف.
الرئيس التنفيذي للشركة هو ريان روسلانسكي. جيف وينر، الرئيس التنفيذي السابق لشركة لينكدان، هو الآن الرئيس التنفيذي. ريد هوفمان، مؤسس لينكد إن، رئيس مجلس الإدارة. يتم تمويله من قبل Sequoia Capital وGreylock وBain Capital Ventures  Bessemer Venture Partners و European Founders Fund. وصل لينكد إن إلى الربحية في مارس 2006. خلال يناير 2011، تلقت الشركة ما مجموعه 103 مليون دولار من الاستثمار.
وفقًا لصحيفة نيويورك تايمز ، يقوم طلاب المدارس الثانوية الأمريكية الآن بإنشاء ملفات تعريف لينكد إن لتضمينها في طلبات الكلية. مقره في الولايات المتحدة، أصبح الموقع، اعتبارًا من 2013، متاحًا بـ 24 لغة،  بما في ذلك العربية والصينية والإنجليزية والفرنسية والألمانية والإيطالية والبرتغالية والإسبانية والهولندية والسويدية والدنماركية والرومانية والروسية والتركية واليابانية والتشيكية والبولندية والكورية والإندونيسية والماليزية والتاغالوغية. تقدمت شركة لينكدإن بطلب اكتتاب عام أولي في يناير 2011 وتداولت أسهمها الأولى في 19 مايو 2011، تحت رمز NYSE "LNKD".

## التاريخ
الشركة أسسها ريد هوفمان مع بعض أعضاء الفريق المؤسس لـ باي بال وSocialnet.com . المؤسس ريد هوفمان كان سابقًا هو المدير التنفيذي، لكنه اليوم رئيس مجلس الإدارة، وأصبح المدير التنفيذي للينكد إن جيف وينر الإداري السابق في شركة ياهو. يقع المقر الرئيسي لشركة لينكد إن في مدينة ماونتن فيو، كاليفورنيا، كما أن لها عدة مكاتب في أوماها وشيكاغو ونيويورك ولندن ودبلن.
بدأت لينكد إن بتحقيق الأرباح بعد 3 سنوات من إطلاقها وتحديدًا في مارس 2006. وكان قد تم الاستثمار فيها عدة مرات حتى بلغ مجموع تلك الاستثمارات 103 مليون دولار في يناير 2011.
في يونيو 2008، قامت شركة سيكويا كابيتال، وغريلوك بارتنرز، وشركات استثمارية أخرى بشراء 5% من الشركة مقابل 53 مليون دولار، بعدها تم تقييم الشركة بحوالي مليار دولار.
في 2010 فتحت شركة لينكد إن مقرها الأوروبي في دبلن في إيرلندا، وحصلت على 20 مليون دولار كاستثمار من شركة تايغر غلوبال مانجمنت إل إل سي وتم تقييم لينكد إن بحوالي ملياري دولار، وأعلنت الشركة في نفس العام عن أول استحواذ لها، حيث قامت بالاستحواذ على شركة mSpoke. كما حسّنت العضويات المميزة والتي كانت نسبتها 1% من مجمل الاشتراكات في الموقع. وفي أكتوبر من نفس العام قامت سيليكون فالي إنسايدر بوضع لينكد إن في الترتيب العاشر في قائمة أفضل 100 شركة تقنية ناشئة. وفي ديسمبر كانت قيمة الشركة في الأسواق الخاصة تساوي 1.575 مليار دولار.
في 2011 حقق لينكد إن أرباحًا من الإعلانات فقط بلغت قيمتها 154.6 مليون دولار، متجاوزًا تويتر الذي بلغت أرباحه في نفس العام 139.5 مليون دولار. وفي الربع الرابع من 2011 زادت أرباح الشركة نتيجة إلى زيادة نجاحها في عالم الشبكات الاجتماعية.

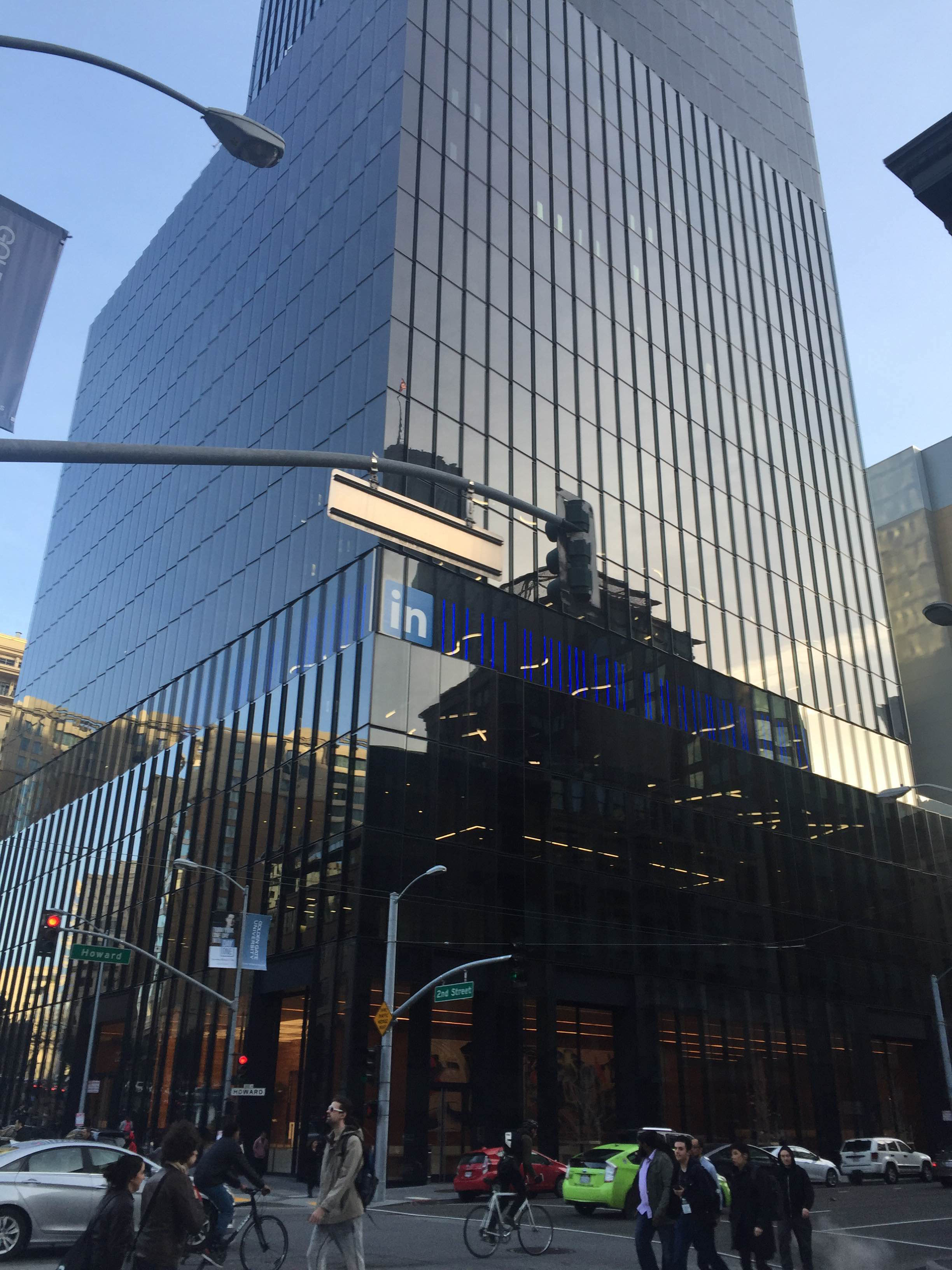
مبنى مكتب لينكد إن في 222 الشارع الثاني في سان فرانسيسكو (تم افتتاحه في مارس 2016)

في ربيع 2012 قامت لينكدإن بتوسيع مكاتبها في الحي المالي في سان فرانسيسكو. وفي مايو 2012 أعلنت لينكدإن عن إيرادات الربع الأول من 2012 والتي بلغت 188.5 مليون دولار بزيادة بلغت 101% مقارنة بنفس الفترة من عام 2011 والتي بلغت عوائدها 93.9 مليون دولار، مع صافي دخل بلغ 5 ملايين دولار بزيادة بلغت 140% مقارنة مع نفس الفترة من عام 2011. عوائد الربع الثاني من عام 2012 قدرت بين 210 مليون إلى 215 مليون دولار.
في يونيو 2012 قام قراصنة بسرقة ما يقارب 6.4 مليون رقم سري لمستخدمين لينكدإن وقاموا بنشرها على الإنترنت، ثم قامت لينكدإن بتحذير أعضائها وطلبت منهم تغيير أرقامهم السرية احتياطًا وتجنبًا للعبث بملفاتهم.
في أكتوبر 2012 أعلنت لينكدإن عن تدشين مكتبها الإقليمي في دبي لإدارة أعمال الشركة في منطقة الشرق الأوسط وشمال أفريقيا.

### اكتتاب الأسهم الأولي 2011
رفعت لنكدإن طلب الاكتتاب الاولي في يناير 2011 وتم تداولها في 19 مايو نفس العام، برمز بوصة نيويورك (LNKD)، سعر السهم كان 45$. وارتفع سعره 171% في أول يوم للتداول في بورصة نيويورك، وأغلق عند 94.25$، بارتفاع قدره 109% من السعر الأولي للاكتتاب.
في عام 2011 جنت لنكدإن 154.6 مليون دولار من عوائد الإعلانات وحدها، بينما حصل موقع تويتر على 139.5 مليون دولار فقط. نتائج الربع الرابع في 2011 ارتفعت بشكل كبير نتيجة لنجاح الشركة في عالم الشبكات الاجتماعية.
في ربيع 2012، وسعت الشركة مكتبها بزيادة 57120 قدم مربع في الحي المالي في سان فرانسيسكو. في مايو 2012، أعلنت الشركة نتائح الربع الأول بزيادة في العوائد بمقدار 101% ووصلت إلى 188.5 مليون دولار مقارنة بـ 93.9 مليون دولار في الربع الأول عام 2011، مع ارتفاع الدخل الصافي 140% مقارنة بالربع نفسه ووصلت إلى 5 ملون دولار. نتائج عام 2012 كانت 972 مليون دولار مقابل 522 مليون دولار للعام 2011.
في يونيو 2012، تمت سرقة 6.4 مليون كلمة مرور لحسبات في موقع لنكدإن بواسطة المخترقون وتم نشرها على الشبكة. وكرد فعل طلبت لنكد إن من مستخدميها تغيير كلمات المرور. خبراء أمن المعلومات إتهمو لنكدإن بعدم تشفير كلمات المرور بالشكل المطلوب.
في نوفمبر 2012، أعلنت لنكدإن نتائج الربع الثالث، وكانت عوائد السهم الواحد 0.22 دولار وأرباح إجمالية 252 مليون دولار. وكنتيدة لهذه الأرباح ارتفع سهم الشركة وتداول بسعر 112 دولار للسهم.

### الاستحواذات
في يوليو 2012 اشترت لنكد إن 15 براءة اختراع مهمة من موقع ديغ (Digg) بقيمة 4 ملايين دولار ومنها براءة اختراع زر التصويت لرفع الخبر.
| الرقم | تاريخ الإستحواذ | الشركة       | مجال العمل                      | الدولة           | قيمة الصفقة     | الوصف                                                             | المصدر        |
| ----- | --------------- | ------------ | ------------------------------- | ---------------- | --------------- | ----------------------------------------------------------------- | ------------- |
| 1     | 4 أوغسطس 2010   | mspoke       | تخصيص وتكيف المحتويات           | الولايات المتحدة | 0.6 مليون دولار | توصية من لنكد إن                                                  | [ 38 ] [ 39 ] |
| 2     | 23 سبتمبر 2010  | ChoiceVendor | الشبكات الاجتماعية للأعمال      | الولايات المتحدة | 3.9 مليون دولار | تقييم ومراجة مقدموا خدمة الشبكات الاجتماعية للأعمال               | [ 40 ]        |
| 3     | 26 يناير 2011   | CardMunch    | جهات إتصال اجتماعية             | الولايات المتحدة | 1.7 مليون دولار | مسح وتصدير بطاقات الأعمال                                         | [ 41 ]        |
| 4     | 5 أكتوبر 2011   | Connected    | خدمة عملاء الشبكات الاجتماعية   | الولايات المتحدة | -               | خدمة لنكد إن المتميزة                                             | [ 42 ]        |
| 5     | 11 أكتوبر 2011  | IndexTank    | البحث الإجتماعي                 | الولايات المتحدة | -               | البحث في لنكد إن                                                  | [ 43 ]        |
| 6     | 22 فبراير 2012  | Rapportive   | جهات إتصال اجتماعية             | الولايات المتحدة | 15 مليون دولار  | -                                                                 | [ 44 ]        |
| 7     | 3 مايو 2012     | SlideShare   | محتوى إجتماعي                   | الولايات المتحدة | 199 مليون دولار | إعطاء مستخدمي لنكد إن فرصة للتعرف على أشخاص آخرين عن طريق المحتوى | [ 45 ]        |
| 8     | 11 أبريل 2013   | Pulse        | قارئ أخبار                      | الولايات المتحدة | 90 مليون دولار  | منصة نشر مهنية                                                    | [ 46 ]        |
| 9     | 9 أبريل 2015    | ليندا.كوم    | منصة تعليمية                    | الولايات المتحدة | 1.5 مليار دولار | تقديم مساقات فيديو لمهارات البرمجيات والتصميم والأعمال            | [ 47 ]        |
| 10    | 28 أغسطس 2015   | Fliptop      | شركة المبيعات والتسويق التنبؤية | الولايات المتحدة | -               | استخدام علم البيانات لمساعدة الشركات على إغلاق المزيد من المبيعات |               |
| 11    | 4 فبراير 2016   | Connectifier | تطبيق الويب                     | الولايات المتحدة | -               | يساعد الشركات في التوظيف                                          |               |
| 12    | 28 ماي 2019     | Drawbridge   | حلول تسويقية                    | الولايات المتحدة | -               | -                                                                 |               |

## أهم السنوات في تاريخ لينكد ان

### 2002
```
بدأ موقع لينكد إن في غرفة جلوس المؤسس المشارك ريد هوفمان وتم إطلاق الموقع رسميًا في 5 مايو 2003. كان ريد سابقًا عضوًا في مجلس إدارة 
جوجل
 
وإيباي
 
وبي بال
، لذلك كان لديه سجل حافل قبل إجراء الجولة الأولى من التمويل والتعويم في نهاية المطاف في بورصة نيويورك. هذا أيضًا يشرح بطريقة ما التكامل الرائع بين 
جوجل
 ولينكد إن.
```

### 2003
```
تم إطلاق LinkedIn على الهواء في الخامس من مايو 2003، نعم هذا صحيح فقد تجاوز عمره 11 عامًا هذا العام. LinkedIn هو أحد أقدم المنصات الاجتماعية السائدة، أقدم من YouTube و Facebook و Twitter. تم تصميم بيان المهمة لربط المهنيين في العالم لجعلهم أكثر إنتاجية ونجاحًا. في نهاية الشهر الأول من التشغيل الكامل، كان لدى LinkedIn ما مجموعه 4500 عضو في الشبكة ولكن في يوم سيئ، لن تحصل سوى على 20 اشتراكًا - ضع كل ذلك في نصابها الصحيح، أليس كذلك! كان مؤسسو LinkedIn هم ريد هوفمان، وألين بلو، وكونستانتين جويريك، وإريك لي، وجان لوك فيلانت. يتكون فريق الإدارة من مديرين تنفيذيين متمرسين من شركات مثل Electronic Arts و Google و Microsoft و PayPal و TiVo و Yahoo.
```

### 2004
```
اتخذ موقع LinkedIn خطوة كبيرة إلى الأمام عندما أضاف القدرة على تحميل دفتر العناوين الخاص بك لدعوة زملائك، وقدم مجموعات لبدء بناء مجتمعات، وحتى تبنى شراكة مع American Express للترويج لعروضهم لعملائها. بدأ هذا بالفعل في توسيع نطاق جاذبيته واكتسب عددًا يصل إلى 1,217,647 في بداية العام.
```

### 2005
في هذا العام، بدأ موقع LinkedIn في الدخول في وضع العمل مع إطلاق الوظائف وخيارات الاشتراكات المدفوعة وانتقل إلى مكتب أكبر (وهو الرابع في ثلاث سنوات). وارتفع عدد الأعضاء إلى 4192.941 في بداية هذا العام.

### 2006
في بداية هذا العام، كان لدى LinkedIn أكثر من 5 ملايين عضو (5,098,823) وأطلق ملفات تعريف عامة كسجل لحياتك المهنية الحالية والسابقة. كان أيضًا العام الأول الذي سجل فيه LinkedIn ربحًا. لإلغاء تأمين جوانب الإثبات الاجتماعي، أطلقت LinkedIn أيضًا توصيات ولتسهيل الاتصال بها، أصدرت وظيفة «الأشخاص الذين قد تعرفهم»، وكلاهما لا يزال قيد الاستخدام حتى يومنا هذا.

### 2007
```
في عام 2007 بدأت الأمور تصبح جادة، قرر Reid Hoffman التركيز على تشغيل المنتج وصعد Dan Nye لقيادة الشركة. كان هناك 17131764 عضوا في بداية عام 2007.
```

### 2008
```
بدأ موقع LinkedIn في التوسع بعيدًا عن قاعدته في الولايات المتحدة مع أول مكتب دولي له في المملكة المتحدة وفتح النسختين الفرنسية والإسبانية من المنصة لأعضائه البالغ عددهم 33.077.647 في بداية عام 2008
```

### 2009
```
نظرًا لأن عدد المستخدمين تجاوز 55 مليونًا في بداية عام 2009، كان هناك تغيير في القمة مع وصول جيف وينر الذي انضم لأول مرة كرئيس ثم أصبح الرئيس التنفيذي. كانت أولويته توضيح مهمة LinkedIn وقيمه لتحديد بعض الأولويات الإستراتيجية.
```

### 2010
```
مع دخول الشركة هذا العام، بدأت في النمو بسرعة مذهلة مع أعضاء 85411764 في بداية العام. فتحت المزيد من المكاتب حول العالم لنقلها إلى عشرة مواقع دولية وأكثر من 1,000 موظف في الفريق.
```

### 2011
هذا هو العام الذي أصبحت فيه الأمور جادة للغاية مع الإدراج في بورصة نيويورك (45 دولارًا للسهم الواحد) واستضافت حتى اجتماعًا في مجلس المدينة مع باراك أوباما، الرئيس الحالي للولايات المتحدة! في نهاية العام، كان لدى LinkedIn أكثر من 135 مليون مستخدم.

### 2012
```
في العام الذي تغيرت فيه الواجهة، ركز Weiner على جعل LinkedIn أبسط، وتمكين النمو وجعله أكثر كل يوم للجميع، ولهذه الغاية، أصدر تخطيطات ووظائف ملف تعريف جديدة على مدار العام. انضم أكثر من 50 مليون عضو إضافي في العام الماضي ليصل عدد الأعضاء إلى 186,930,823 في بداية عام 2012.
```

### 2013
مع بلوغ LinkedIn العاشرة من عمره، احتفل بعيد ميلاده بأناقة، ليس فقط مع الكثير من الصحافة والحفلة الكبيرة ولكن مع أكثر من 225 مليون مستخدم في جميع أنحاء العالم الآن. خفضت LinkedIn سن الدخول واستهدفت الخريجين والمرحلين الأوائل.

### 2014
نما موقع LinkedIn بشكل كبير مع أكثر من 5,400 موظف بدوام كامل ولديهم مكاتب في 27 مدينة حول العالم لتعكس وجودها في أكثر من 200 دولة. المنطقة الأسرع نموًا هي الخريجين والطلاب عندما يبدأون في إدراك المنصة والاستفادة منها.

## الأعضاء

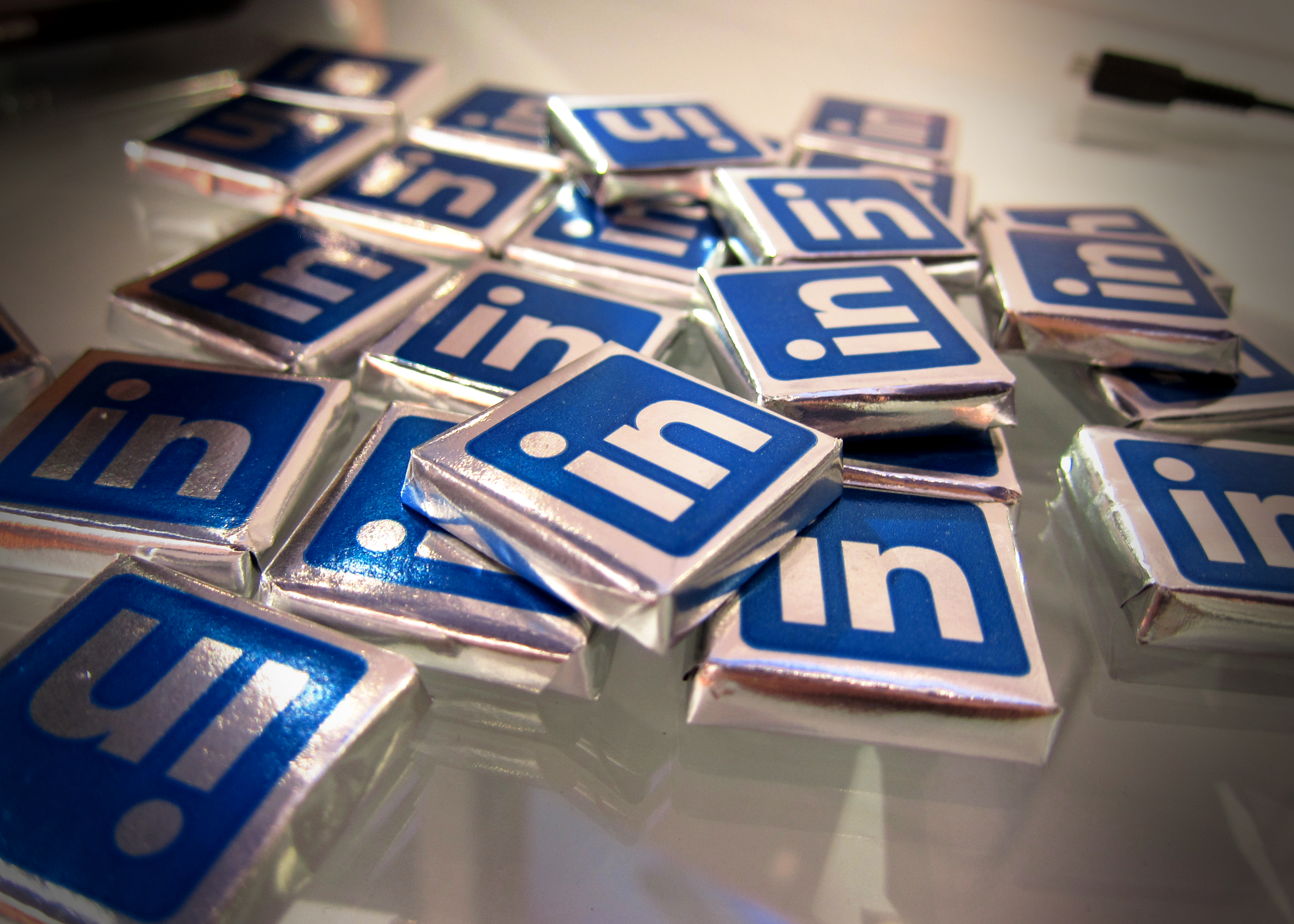
قد تستخدم مواقع التواصل الاجتماعي أيضًا مناهج التسويق "التقليدية" ، كما يظهر في هذه الشوكولاتة التي تحمل علامة لينكد إن التجارية.

مع أكثر من 175 مليون عضو، لينكد إن تتقدم كثيرًا على منافسيها موقع فياديو (45 مليون عضو) وموقع إكسينغ (10 مليون عضو). أعضاء لينكد إن
يزيدون بما يقارب عضوين جديدين كل ثانية، ما يقارب نصف الأعضاء هم من أمريكا، وحوالي 11 مليون عضو من أوروبا. وفي 2009 كان الأعضاء القادمون من الهند هم الأكثر نموًا في الموقع حيث يضم المواقع ما يقارب 3 ملايين عضو من الهند. وفي سبتمبر 2012 وصل أعضاء بريطانيا إلى عشرة ملايين عضو، وهناك أكثر من مليون عضو من الإمارات العربية المتحدة وما يزيد عن 5 ملايين عضو من منطقة الشرق الأوسط وشمال أفريقيا.

## المميزات
الغرض من الموقع هو أنه يتيح للمشتركين الاحتفاظ بقائمة تواصل مع الأشخاص الذين لهم بهم علاقة ما، تسمى «العلاقات أو الاتصالات Connections». المستخدمين يستطيعون دعوة أي شخص (سواءً كان عضوًا في الموقع أم لا) ليصبح في قائمة الاتصالات، إذا رد المدعو على الدعوة بـ «لا أريد» أو «بريد مزعج» فإن ذلك يحسب ضد الداعي. أيضًا إذا حصل الداعي على الكثير من الاستجابات المبالغ فيها فإن ذلك قد يقيّد حسابه أو يغلقه.
العديد من الفوائد والميزات يقدمها الموقع، منها:
- يستفاد من شبكة التواصل تعزيز العلاقات مع أولئك الموجودين في قائمة الاتصالات، إضافة لذلك يمكن استخدامها للتعرف على أشخاص آخرين ومعرفة المزيد عنهم من خلال الاتصال المتبادل.
- يستطيع المستخدمون تحميل سيرهم الذاتية، وترتيب ملفهم الشخصي بعرض وإبراز أعمالهم وخبراتهم.
- يمكن استخدامها لإيجاد وظائف، أو أشخاص، أو فرص عمل ينصح بها شخص ما في قائمة التواصل.
- أصحاب العمل يستطيعون وضع قائمة بالوظائف المتوفرة لديهم والبحث عن مرشحين محتملين ومناسبين لها.
- الباحثون عن عمل يستطيعون استعراض الملفات الشخصية لمديري التوظيف في الشركات.
- المستخدمون يستطيعون إضافة صورهم الشخصية ومشاهدة صور المستخدمين الآخرين للمساعدة في تحديد الهوية.
- المستخدمون يستطيعون متابعة شركات مختلفة والحصول على إشعارات بجديد تلك الشركات.

ومن مميزات الموقع خدمة إجابات لينكد إن وهي شبيهة بخدمة إجابات غوغل وخدمة إجابات ياهو، حيث تتيح للمستخدمين السؤال والحصول على إجابات من المشتركين في لينكد إن، كما أنها خدمة مجانية، والفرق الرئيسي بينها وبين خدمات الإجابات السابقة هي أن إجابات لينكد إن مخصصة تقريبًا للمجال الوظيفي والمهني، كما أن هويات الأشخاص السائلين والمجيبين معروفة.
في منتصف 2008 أعلنت الشركة عن إطلاق خدمة لينكد إن دايركت آدس وهي عبارة عن شكل من أشكال الرعاية عبر الإعلان في الموقع.
في أكتوبر 2008 أعلنت لينكد إن عن خططها في إطلاق نموذج جديد لخدمتها وسيخصص من الشركات إلى الشركات، حيث يبدو بعد اختباره أنه سيحقق أرباح أكبر من تلك التي تجنيها لينكد إن من الإعلانات.
ميزة أخرى وهي خدمة لينكد إن للاستطلاع والتصويت، حيث أعلنت لينكد إن في ديسمبر 2011 عن إطلاق خدمة التصويتات ليستفيد منها أكثر من مليون مجموعة موجودة في الموقع.

### التطبيقات
في أكتوبر 2008 قامت لينكد إن بإطلاق منصة التطبيقات والتي تسمح بتضمين تطبيقات وخدمات الإنترنت الأخرى داخل صفحة الملف الشخصي للعضو. من أوائل تلك التطبيقات: قائمة القراءة في أمازون حيث تعرض الكتب التي يقوم عضو لينكد إن بقراءتها عبر أمازون، من تلك التطبيقات أيضًا خدمة Tripit، وSix Apart، وWordpress وTypePad حيث يستطيع العضو عرض آخر التدوينات التي قام بكتابتها في تلك المواقع عبر صفحته في لينكد إن.
في نوفمبر 2010 سمحت لينكد إن للشركات بإضافة منتجاتها وخدماتها إلى صفحاتها في الموقع، مما سمح بالمقابل للأعضاء بتقييم تلك المنتجات والخدمات وكتابة آراءهم بها.

### الجوال
نسخة موقع لينكد إن الخاصة بالجوال تم إطلاقها في فبراير 2008 وبدأت بست لغات: الإنكليزية، الصينية، الفرنسية، الألمانية، اليابانية، الإسبانية.
في يناير من عام 2011 قامت لينكد إن بالاستحواذ على CardMunch وهو تطبيق للجوال يقوم على حفظ بيانات بطاقات الأعمال بمجرد تصويرها ثم حفظها في قائمة جهات الاتصال. وتخطط لينكد إن لدمج هذه الخدمة مع قائمة خدماتها قريبًا. وفي أغسطس 2011 قامت لينكد إن بتجديد تطبيقاتها على الجوال، على الآيفون والأندرويد وإتش تي إم إل 5. وحسب المدير التنفيذي للشركة جيف وينر فإن عدد الصفحات المشاهدة عبر تلك التطبيقات زادت بنسبة 400%.

### المجموعات
لينكد إن تسمح بتكوين مجموعات في الموقع، وفي مارس 2012 أصبح الموقع يضم قرابة مليون و250 ألف مجموعة، وتختلف تلك المجموعات بعدد أعضائها حيث يتراوح عدد أعضاء تلك المجموعات حاليًا من عضو واحد إلى أكثر من 750 ألف عضو. الغالبية العظمى من تلك المجموعات تتعلق بمجال التوظيف، كما أن المعدل الأكبر فيها يغطي المواضيع المهنية والقضايا الوظيفية، وهناك ما يزيد على 128 ألف مجموعة تتعلق بالأكاديميين والخريجين.
المجموعات تدعم مساحة محددة للنقاش، خاضعة لإشراف مالكين المجموعة ومدرائها. العديد من المجموعات استطاعت الوصول إلى جمهور عريض بدون الحاجة إلى استخدام الوسائل المزعجة مثل البريد المزعج (سبام)، رغم ذلك ما زال هناك العديد منها تستخدم البريد والرسائل المزعجة للوصول إلى جمهور أكبر، وظهرت شركات متخصصة في إرسال تلك الرسائل المزعجة لتحقيق ذلك الغرض. قامت لينكد إن بتطوير آليات للحد من الرسائل المزعجة (سبام)، لكن في الوقت الحالي قامت بمنع مالكين المجموعات من الإطلاع على عنوان البريد الإلكتروني للأعضاء الجدد وذلك لتحديد من أصحاب تلك المجموعات يستخدم الرسائل المزعجة. المجموعات أيضًا تستخدم رسائل البريد لإبقاء أعضائها على اطلاع بمستجدات وما يجري في المجموعات المشتركين بها.
كما يوجد في لينكد إن مجموعات خاصة، مفتوحة فقط للأعضاء المشتركين بها، وقد يُسمح فيها للأعضاء من خارج المجموعة قراءة ما فيها لكن يُمنع عليهم الكتابة فيها.

### قوائم الوظائف
يسمح لينكد إن للأعضاء بالبحث عن الشركات التي يهتمون بوظائفها ويرغبون العمل بها. عندما يقوم العضو بكتابة اسم الشركة في صندوق البحث، يستطيع مشاهدة وقراءة بيانات وإحصائيات حول الشركة. وهناك طرق عديدة للاستفادة من الموقع بالتوظيف من خلال تقنيات في ملء البيانات  ، تلك الإحصائيات قد تشمل نسبة الموظفات النساء مقابل الموظفين الرجال في الشركة، وصف مكان الشركة الرئيسي وأماكن مكاتبها، أو قائمة بموظفيها السابقين والحاليين.

## الإعلام
في 2011 قامت مجلة التجارة الإلكترونية «تك ريبابليك» بوصف لينكد إن كأداة فعلية للتواصل المهني. كما أشادت صحيفة إيفننغ إيكو الإيرلندية بلينكد إن على فائدته الكبيرة في تعزيز العلاقات التجارية والمهنية. كما وصفت مجلة فوربس لينكد إن على أنه أكثر أداة متطورة ومفيدة للباحثين عن الوظائف والأعمال المهنية.

## السياسة
في عام 2009 أفاد الأعضاء المشتركين من سوريا بأنه لم يعد بإمكانهم الدخول إلى موقع لينكد إن بعدما قام الموقع بمنع عنوان الآي بي الخاص بالمتصلين من سوريا من الوصول للموقع. ذكرت خدمة العملاء في الشركة بأن خدمات الموقع تخضع للوائح وقوانين الولايات المتحدة، وقامت بمنع الاشتراك والدخول للأعضاء من الدول التالية: كوبا، إيران، كوريا الشمالية، السودان، سوريا.
علما أن إمكانية الوصول إلى الموقع من سوريا حاليا ومنذ عدة سنوات ممكنة وبدون عوائق تقنية
في فبراير 2011 تم حجب لينكد إن في الصين بسبب نقاش دار في الموقع يدعو لـ «ثورة الياسمين» في الصين، وكان متوقعًا حجبه بسبب أن المعارضين في الصين كانوا يستخدمون لينكد إن في الوصول إلى تويتر الذي تم حجبه سابقًا. وتم فك الحجب عن لينكد إن بعد يوم واحد.

## وصلات خارجية
- الموقع الرسمي
- خدمة مساعدة لينكد إن